# Благословляє друзів Раїса Кириченко
«Благословляє друзів Раїса Кириченко» — прощальний сольний гала-концерт Раїси Кириченко.
Концерт відбувся 25 листопада 2004 року у Національному палаці «Україна» під патронатом Президента України за розпорядженням Президента України Леоніда Кучми. Міністерство культури України виділило на проведення концерту 50 тис.грн.
У програмі конерту були відомі та нові пісні Раїси Кириченко.
9 листопада 2005, Раїса Опанасівна Кириченко померла після тривалої хвороби.